# 高見沢サイバネティックス
株式会社高見沢サイバネティックス（たかみさわサイバネティックス、英: Takamisawa Cybernetics Co., Ltd.）は、日本の駅務機器メーカー。
券売機、自動販売機、印刷機、自動機向け貨幣処理装置、ホームドア（可動式・昇降式ホーム柵）などを製造する。

## 概要
1969年（昭和44年）10月1日に株式会社高見澤電機製作所（現在は富士通コンポーネントの子会社）の自販機事業部の一部が、創業者一族の中でのれん分け（分家）を行う形で独立。工場は長野県佐久市にある。
大株主として富士電機が約25%、富士通グループが約10%の出資をし、役員も派遣している。

## 沿革
- 1969年 - 会社設立。
- 1996年 - 株式を店頭公開（現在のジャスダック）。